# النجد (الشرية)

تعديل مصدري - تعديل

النجد هي إحدى قرى عزلة آل غنيم بمديرية الشرية التابعة لمحافظة البيضاء، بلغ تعداد سكانها 329 نسمة حسب تعداد اليمن لعام 2004.